# Cutia nipalensis
Cutia-nepalesa ou cutia-do-himalaia (Cutia nipalensis) é uma espécie de ave da família Timaliidae.
Pode ser encontrada nos seguintes países: Butão, China, Índia, Laos, Malásia, Myanmar, Nepal, Tailândia e Vietname.
Os seus habitats naturais são: regiões subtropicais ou tropicais húmidas de alta altitude.